# Ulderico Carpegna
Pour les articles homonymes, voir Carpegna (homonymie).
Ulderico Carpegna (né le 24 juin 1595 à Scavolino (it), une frazione de la commune de Pennabilli aujourd'hui en Émilie-Romagne, Italie, alors dans le duché de Ferrare, et mort à Rome le 24 janvier 1679) est un cardinal italien du XVIIe siècle. 
Il est le frère de Pietro di Carpegna, évêque de Gubbio (1628-1630), l'oncle du cardinal Sebastiano Antonio Tanara (1695), le grand-oncle du cardinal Alessandro Tanara (1743) et un parent du cardinal Gasparo Carpegna (1670).

## Biographie
Ulderico Carpegna est nommé abbé de Santa Maria di Mutino pendant le pontificat du pape Grégoire XV (1621-1623) et membre de la cour du cardinal Antonio Barberini, seniore, O.F.M.Cap. En 1630 il est élu évêque de Gubbio en succession de son frère Pietro.
Il est créé cardinal par le pape Urbain VIII lors du consistoire du 28 novembre 1633 et est transféré à Todi en 1638. Carpegna est Camerlingue du Sacré Collège en 1648 et 1649.
Le cardinal Carpegna participe aux conclaves de 1644, lors duquel Innocent X est élu pape, de 1655 (élection d'Alexandre VII), de 1667 (élection de Clément IX), de 1669-1670 (élection de Clément X) et de 1676 (élection d'Innocent XI).